# هلینگتون
هلینگتون (به انگلیسی: Hellington) یک روستا و محله مدنی در بریتانیا است که در South Norfolk واقع شده‌است. هلینگتون ۲٫۱۴ کیلومتر مربع مساحت و ۶۹ نفر جمعیت دارد.